# Llengües en contacte i multilingüisme
El multilingüisme es pot produir pel contacte de llengües. Aquest pot provocar situacions diverses com el bilingüisme, l'alternança, barreja i combinació de les llengües, el canvi per contacte i convergència de llengües, la creació de llengües.

## El bilingüisme
En el bilingüisme, i en el plurilingüisme, hi ha la competència sintètica que és aquella que permet a una persona expressar-se en diverses llengües, aquesta capacitat pot tenir diferents graus, ja que dues persones bilingües de les mateixes llengües poden diferir en les seves habilitats lingüístiques. També hi ha bilingües analítics que són aquells capaços d'expressar-se en una llengua però entendre’n una altra encara que la seva competència sintètica sigui molt reduïda o nul·la, aquesta competència també té graus.

## L'alternança, barreja i combinació de llengües
La barreja i alternança de llengües no són un fenomen caòtic ni arbitrari i tampoc es pot sotmetre a una generalització. Durant molt de temps s'havia cregut que la barreja de dues o més llengües era fruit de la ignorància, la incapacitat i la falta de coneixements de les persones que la feien, però estudis moderns demostren que es poden estudiar aquests fenòmens de forma científica i sense prejudicis.
La barreja de llengües segueix un seguit de patrons estructurals determinats per les gramàtiques de les llengües que interactuen i que es poden estudiar i descriure amb investigacions empíriques. Hi ha dos punts de vista, des d'un existeix una gramàtica específica diferent de les gramàtiques de les llengües que interactuen, aquesta gramàtica regula els paràmetres estructurals de la barreja de llengües. Des de l'altre no cal proposar mecanismes teòrics específics de la barreja de llengües, ja que es regiria pels mateixos principis que regulen l'actuació lingüística de cadascuna de les llengües implicades analitzades aïlladament.
Segons el primer enfocament la persona bilingüe ha de construir una competència mental específica que regula la interacció entre les seves dues competències lingüístiques. Per al segon enfocament la persona bilingüe no té una competència bilingüe diferent de les competències monolingües de les persones que només coneixen una llengua i utilitzen aquestes competències per separat.
També hi ha una hipòtesi que creu que tota competència lingüística, encara que sigui d'una sola llengua, és potencialment plurilingüe, ja que aquesta conté tot allò que cal per dominar una altra competència addicional adquirida amb posterioritat.

## Canvi per contacte
Quan dues o més comunitats lingüístiques romanen un temps en contacte permanent solen compartir una sèrie de trets fònics, gramaticals i lèxics. Aquestes poblacions que comparteixen trets lingüístics pel contacte continuat per la proximitat territorial s'adscriuen al que s'anomena àrees lingüístiques. En aquesta àrea poden conviure llengües de diferents famílies no necessàriament relacionades entre si, però que comparteixen trets lèxics, fonètics i morfosintàctics. Aquest fenomen provoca que llengües d'una família tinguin trets compartits amb altres llengües de la seva àrea però no amb llengües de la seva família que no són en aquesta zona.
La influència d'unes llengües sobre unes altres és la tònica general al món, en el lèxic és on es fa més evident aquest fenomen, ja que la majoria de llengües que es parlen al món presenten elements lèxics que provenen d'altres llengües.
Aquesta influència d'unes llengües sobre les altres no només es limita al lèxic sinó que comprèn gairebé tots els aspectes de la gramàtica. Hi ha casos de trets lingüístics que s'estenen per àmplies zones geogràfiques i afecten moltes llengües, i algunes d'aquestes mai han estat en contacte directe, aquests trets s'han difós mitjançant llengües intermèdies.

## La creació de llengües per contacte
Els sabirs són versions minimitzades de dos o més llengües que s'utilitzen per trobades curtes o poc periòdiques que persegueixen una finalitat determinada. Són formes d'expressió simplificades de manera més o menys conscient i que són útils en unes circumstàncies particulars. És una capacitat de l'ésser humà per aconseguir la comunicació en un grup de persones que parlen llengües diferents.
Les llengües criolles, en canvi, són idiomes que sorgeixen de forma espontània en determinades circumstàncies relacionades amb l'explotació esclavista i normalment es basen en una versió col·loquial d'una o diverses llengües europees amb influències d'altres llengües, sovint africanes. Aquestes llengües criolles neixen de la barreja de llengües i posen de manifest les tendències generals que regeixen la combinació de dues o més llengües de forma accentuada per les circumstàncies socials en què sorgeixen. Són llengües naturals, col·loquials i espontànies de la mateixa naturalesa que la resta de llengües orals col·loquials que no són anomenades criolles.
Diversos investigadors han observat com les zones de contacte cultural promouen l'ús de noves formes lingüístiques que es basen en diverses varietats d'idiomes i ideologies a un ritme accelerat. Cal un temps de contacte cultural perquè els parlants negociïn activament les ideologies lingüístiques i reflexionin conscientment sobre l'ús del llenguatge. Aquesta articulació de la ideologia és essencial per evitar concepcions errònies de significat i intencions entre cultures, i proporciona un vincle entre els processos socioculturals i lingüístics en situació de contacte.
Amb relació a les problemàtiques de les llengües en contacte i les llengües minoritzades, les actituds lingüístiques poden aportar alguna cosa a la predicció sobre la vitalitat de cada llengua, ja que depenen en gran part de les actituds favorables i desfavorables que genera el seu context social.
En aquestes zones on conviuen diverses llengües, normalment zones de transició lingüística es generen parles barrejades com pot ser l'spanglish que s'ha generat a Amèrica a les zones de parla anglesa on han anat molts castellanoparlants a viure.